# Wiesław Binienda
Wiesław Kazimierz Binienda (ur. 20 sierpnia 1956 w Kole) – polski i amerykański naukowiec, doktor inżynierii mechanicznej, nauczyciel akademicki, profesor i zastępca kierownika laboratorium badań i testów gazów i turbin na Wydziale Inżynierii Cywilnej (Department of Civil Engineering) w Kolegium Inżynierii (College of Engineering) University of Akron w Akron w stanie Ohio w Stanach Zjednoczonych (od 2003).
Jest także redaktorem naczelnym kwartalnika naukowego „Journal of Aerospace Engineering” wydawanego przez American Society of Civil Engineers (ASCE), współdyrektorem Gas and Turbine Research and Testing Laboratory w University of Akron (od 2003). Jest autorem licznych publikacji naukowych (w 2012: 79 publikacji, indeks h wynoszący 8), specjalizuje się w inżynierii materiałowej, metodach obliczeniowych w fizyce ciała stałego i ich zastosowaniach w lotnictwie i astronautyce (mechanika pękania materiałów złożonych, analiza elementów skończonych, analiza dynamiczna problemów udarowych, analiza zmęczeniowa, analiza związana z płynięciem materiałów).
Jest laureatem wielu nagród, w tym przyznawanych przez NASA (m.in. NASA „Turning Goals Into Reality Award” w 2004 za udział w badaniach dotyczących poprawy bezpieczeństwa w konstrukcjach silników odrzutowych, w tym silnika GEnx) i przez ASCE (m.in. „Outstanding Technical Contribution Award” w 2011 za wybitny wkład w badania inżynieryjne związane z astronautyką). W 2008 American Polish Engineering Association (APEA) uznało go za jednego z najbardziej zasłużonych naukowców amerykańskich polskiego pochodzenia.
Od 2011 roku zajmuje się badaniem przyczyn rzekomego zamachu w Smoleńsku. Jest przekonany, że wystąpiła eksplozja na pokładzie samolotu Tu-154M.

## Życiorys
W 1980 ukończył studia na Wydziale Samochodów i Maszyn Roboczych Politechniki Warszawskiej, uzyskując tytuł zawodowy magistra inżyniera. W 1982 wyjechał z Polski do Stanów Zjednoczonych, gdzie początkowo pracował fizycznie. W 1985 uzyskał tytuł zawodowy magistra inżyniera w Drexel University w Filadelfii (specjalność: inżynieria mechaniczna), a w 1987 Drexel University nadał mu stopień naukowy doktora (Ph.D.) w zakresie inżynierii mechanicznej za rozprawę „Mixed-Mode Fracture in Fiber-Reinforced Composite Materials” napisaną pod kierunkiem Alberta Wanga. W latach 1986–1987 pracował jako adiunkt (Adjunct Assistant Professor) w Temple University w Filadelfii. Od 1988 pracuje na Wydziale Inżynierii Cywilnej University of Akron, w latach 1988–1993 jako adiunkt (Assistant Professor), w latach 1993–2000 jako docent (Associate Professor), a od 2000 na stanowisku profesora (Professor) z tzw. tenure. Jest promotorem licznych prac doktorskich i magisterskich. Od 2006 jest współorganizatorem konferencji naukowej Earth and Space – Engineering for Extreme Environments, prowadzonej przez American Society of Civil Engineers, Aerospace Division (w 2008 jako przewodniczący komitetu organizacyjnego).
Współpracuje z NASA, prowadząc badania finansowane przez granty NASA. Kierowane przez niego Gas Turbine Testing Facility, zbudowane w latach 2005–2006, zajmuje się prowadzeniem badań nad komponentami turbin i silników dla United States Air Force, NASA i prywatnego przemysłu (koncerny General Electric, Honeywell i Williams International). W 2008 w laboratorium tym zamontowano tzw. działo gazowe, w całości sfinansowane przez NASA Glenn Research Center, wykorzystywane przez zespół Wiesława Biniendy do testowania materiałów kompozytowych poddawanych zderzeniom z obiektami poruszającymi się z wielką prędkością. Według Miłosza Michaela Wnuka oraz informacji podawanych przez Polskie Radio współuczestniczył w badaniu katastrofy promu kosmicznego „Columbia”, mimo iż nie jest wymieniony wśród osób uczestniczących w badaniu w oficjalnym raporcie sporządzonym po katastrofie. Jest współautorem nowego specjalnego materiału kompozytowego z plecionych włókien węglowych użytego do budowy silnika GEnx.
W 2008 prowadził zajęcia seminaryjne na Politechnice Warszawskiej w ramach działalności Centrum Studiów Zaawansowanych Politechniki Warszawskiej, a w 2012 został członkiem komitetu naukowego XX Francusko-Polskiego Seminarium Mechaniki organizowanego przez Instytut Podstaw Budowy Maszyn Politechniki Warszawskiej.

### Badania katastrofy polskiego Tu-154M w Smoleńsku
Wiesław Binienda, obok Kazimierza Nowaczyka i Grzegorza Szuladzińskiego, współpracuje jako niezależny ekspert z Zespołem Parlamentarnym ds. Zbadania Przyczyn Katastrofy Tu-154 w Smoleńsku z 10 kwietnia 2010 działającym w Sejmie Rzeczypospolitej Polskiej.
8 września 2011 Binienda przedstawił na posiedzeniu Zespołu Parlamentarnym ds. Badania Katastrofy Smoleńskiej prezentacje dotyczącą eksperymentu wizualnego uderzenia skrzydła Tu154-M w brzozę w Smoleńsku, przygotowana na podstawie danych wejściowych zawartych w rosyjskim raporcie MAK oraz przy użyciu danych konstrukcji skrzydła Tu-154M dostępnych w literaturze. Zwrócił uwagę, że w oficjalnych raportach komisji na temat przyczyn katastrofy nie podano wyników analizy numerycznej uderzenia skrzydła samolotu w brzozę (tzw. brzoza smoleńska); stwierdził, że wyniki wykonanej przez niego symulacji komputerowej przy użyciu programu symulacyjnego LS-DYNA wskazują według niego, że skrzydło nie mogło odpaść. W wyniku kolizji ze skrzydłem pień drzewa musiałby zostać według niego przecięty. Ponieważ wyniki uzyskane przez Biniendę były sprzeczne z ustaleniami Komisji Badania Wypadków Lotniczych Lotnictwa Państwowego (KBWLLP); zaprosił on polskich naukowców do odniesienia się do jego analiz. W listopadzie 2011 Wiesław Binienda stwierdził, że fragment skrzydła samolotu Tu-154M nie mógł się według niego urwać na brzozie i zostać znaleziony 111 metrów dalej (jak to miało miejsce), gdyż według innej symulacji komputerowej urwany fragment skrzydła upadłby na ziemię w odległości od 10 do 12 metrów od brzozy. W grudniu 2011 dr inż. Maciej Lasek, zastępca przewodniczącego podkomisji lotniczej Komisji Badania Wypadków Lotniczych Lotnictwa Państwowego (KBWLLP), poinformował, że komisja ta nie prowadziła symulacji numerycznych przebiegu katastrofy, jako że nie jest to przyjętą praktyką w podobnych sytuacjach. W 2012 analiza Wiesława Biniendy została włączona do materiału dowodowego śledztwa w sprawie katastrofy prowadzonego przez polską prokuraturę wojskową. 28 czerwca 2013 Wojskowa Prokuratura Okręgowa w Warszawie przesłuchała Wiesława Biniendę w charakterze świadka. Zeznał on, że dane wejściowe do obliczeń symulacyjnych zawsze zawiera w swoich prezentacjach. Natomiast w celu udostępnienia 'materiałów wytworzonych i przetworzonych’ o które zapytał prokurator, Binienda zeznał, że wymagać to będzie „zezwolenia NASA i mojej uczelni, gdyż są tam pewne informacje, które mogą być tajne dla użytkowników poza USA.”.

#### Prezentacje wyników badań
W 2011 wyniki uzyskane przez Wiesława Biniendę stały się przedmiotem seminarium naukowego Marka Czachora z Katedry Fizyki Teoretycznej i Informatyki Kwantowej Politechniki Gdańskiej. Jednak w 2015 Marek Czachor niemal w całości zakwestionował wyniki badań Biniendy 28 marca 2012 Wiesław Binienda brał udział w publicznym wysłuchaniu w sprawie śledztwa smoleńskiego w Parlamencie Europejskim w Brukseli, prezentując wyniki swoich badań przyczyn katastrofy, a 18 kwietnia 2012 symulacja dotycząca zderzenia skrzydła samolotu Tu-154M z brzozą została przez niego zaprezentowana podczas konferencji naukowej Earth and Space 2012 – Engineering for Extreme Environments w Pasadenie w Kalifornii.
W maju 2012 odwiedził Polskę i przedstawiał swoje ustalenia m.in. na spotkaniu klubu „Gazety Polskiej”, wykładzie dla studentów Uniwersytetu Kardynała Stefana Wyszyńskiego w Warszawie, podczas Francusko-Polskiego Seminarium Mechaniki w Instytucie Podstaw Budowy Maszyn Politechniki Warszawskiej i podczas seminarium zorganizowanego przez Zakład Teorii Względności i Astrofizyki Uniwersytetu Jagiellońskiego.
29 maja 2012 w Kazimierzu Dolnym odbyła się sesja naukowa Mechanika w lotnictwie zorganizowana przez Polskie Towarzystwo Mechaniki Teoretycznej i Stosowanej, podczas której dyskutowano m.in. o wynikach badań zderzenia skrzydła z brzozą uzyskanych przez Wiesława Biniendę, jednak nie został on zaproszony do uczestnictwa w sesji i nie poinformowano go o jej organizacji.
Został członkiem komitetu naukowego I, II i III Konferencji Smoleńskiej (z lat 2012, 2013, 2014), skupiającej badaczy metodami nauk ścisłych katastrofy samolotu Tu-154 w Smoleńsku z 10 kwietnia 2010.
Wraz z trzema innymi naukowcami badającymi przyczyny katastrofy smoleńskiej Wiesław Binienda jest bohaterem filmu dokumentalnego pt. Polacy autorstwa Marii Dłużewskiej z 2013.

#### Reakcje naukowców
We wrześniu 2011 w portalu publicystycznym „Studio Opinii” ukazał się obszerny artykuł pt. Skrzydło kontra brzoza autorstwa prof. Pawła Artymowicza, polskiego astrofizyka z University of Toronto, w którym ostro skrytykował on prezentację sejmową Wiesława Biniendy, nazywając niektóre wyjaśnienia „całkowicie sprzecznymi z aerodynamiką” i podnosząc problem znikania elementów obliczeniowych w symulacji zderzenia z brzozą, na której tupolew stracił zgodnie z oficjalnymi raportami końcówkę lewego skrzydła. Paweł Artymowicz i Grzegorz Szuladziński omówili krytycznie m.in. ten problem w wywiadzie udzielonym przez Szuladzińskiego w październiku 2011 portalowi „Studio Opinii” i podkreślali, że LS-DYNA (program używany przez Wiesława Biniendę) może dać „20 różnych” wyników zależnie od parametrów wejściowych, stąd konieczna jest publikacja przez Biniendę informacji o jego danych wejściowych, umożliwiająca powtórzenie jego obliczeń. W lutym 2012 w „Gazecie Wyborczej” ukazał się wywiad, w którym Paweł Artymowicz nazwał symulację Wiesława Biniendy „złą metodologicznie” i „łamiącą zasady dynamiki Newtona”. W innych wywiadach zarzucał Wiesławowi Biniendzie dodatkowo brak walidacji modelu komputerowego na danych z testów FAA/NASA i złą interpretację rozbieżności między modelowaną a rzeczywistą brzozą.
W kwietniu 2012 w „Naszym Dzienniku” opublikowano wywiad z Tadeuszem Niezgodą, kierownikiem Katedry Mechaniki i Informatyki Stosowanej Wojskowej Akademii Technicznej w Warszawie, który zadeklarował, że jego uczelnia byłaby w stanie dokonać symulacji komputerowej zderzenia skrzydła samolotu Tu-154M z brzozą.
W maju 2012 „Nasz Dziennik” zamieścił wywiad z Miłoszem Wnukiem, fizykiem z University of Wisconsin-Milwaukee, który dobrze ocenił obliczenia Wiesława Biniendy i stwierdził, że według niego ma on rację „może nie we wszystkim, ale prawie we wszystkim”. W tym samym miesiącu „Nasz Dziennik” opublikował wywiad z Edwardem Malcem, kierownikiem Zakładu Teorii Względności i Astrofizyki Instytutu Fizyki Uniwersytetu Jagiellońskiego; oświadczył on, że „uczestnicy seminarium naukowego w Krakowie” uznali, że Wiesław Binienda „przeprowadził badania uczciwie i otrzymał uczciwe wyniki”. W czerwcu 2012 w „Naszym Dzienniku” ukazał się wywiad z Jackiem Rońdą z Akademii Górniczo-Hutniczej im. Stanisława Staszica w Krakowie, specjalistą w zakresie symulacji komputerowych; po przeanalizowaniu metodologii wykonanych obliczeń stwierdził on, że Wiesław Binienda „przedstawił wyniki, które są poprawne i które wskazują na to, że zjawisko kontaktowe zostało poprawnie zamodelowane”. Według Rońdy wynikało to z prawidłowego wyboru modeli materiałów, zastosowania w symulacji elementów powłokowych lotniczych, przeprowadzenia analizy wrażliwości rozwiązania na zmianę warunków brzegowych w modelu zadania kontaktowego, a także uwzględnienia w symulacji tzw. efektu darcia poszycia skrzydła, co nie jest prawdą, gdyż Binienda napisał „Nawet dla kąta natarcia 14 stopni w sytuacji lotu poziomego powierzchnia nośna skrzydła nie jest uszkodzona ponieważ nie następuje kontakt pomiędzy dolną częścią drzewa a spodem skrzydła. Bezwładność zginanej końcówki dolnej części drzewa rozpędzonej do prędkości samolotu powoduje głębokie ugięcie pnia w czasie przelotu nad nim reszty skrzydła. Pień wraca do pozycji pionowej dopiero po odlocie samolotu.”. Drugie i trzecie zdanie świadczy, że Binienda w trakcie symulacji zmienił parametry drzewa z „doskonale plastyczne'” aby pień się ugiął na „sprężyste” aby się wyprostował.
W maju 2012 opublikowano raport Grzegorza Szuladzińskiego przygotowany dla Zespołu parlamentarnego ds. zbadania przyczyn katastrofy działającego w Sejmie RP, poświęcony niektórym aspektom technicznym katastrofy. Grzegorz Szuladziński odniósł się w nim m.in. do kwestii zderzenia skrzydła samolotu z brzozą i stwierdził, że typowa kolizja „na krzyż” dwóch smukłych obiektów kończy się złamaniem lub ścięciem tylko jednego z nich i że według niego jest nikła szansa, by oba obiekty zostały złamane, co według niego oznacza, że jeśli drzewo zostało ścięte, to skrzydło ocalało (z powierzchniowymi uszkodzeniami) i na odwrót. W ocenie Grzegorza Szuladzińskiego rola brzozy powinna być zupełnie usunięta z rozważań na temat przyczyn katastrofy.
W 2016 został II zastępcą przewodniczącego Podkomisji ds. Ponownego Zbadania Wypadku Lotniczego pod Smoleńskiem, powołanej przy Komisji Badania Wypadków Lotniczych Lotnictwa Państwowego przez ministra obrony narodowej Antoniego Macierewicza, funkcję tę pełnił do rozwiązania podkomisji decyzją ministra obrony narodowej Władysława Kosiniaka-Kamysza z 15 grudnia 2023.

## Życie prywatne
Wiesław Binienda jest żonaty z mec. Marią Szonert-Biniendą, właścicielką jednoosobowej prywatnej fundacji Libra Institute, była od 2014 do 2016 wiceprezesem Kongresu Polonii Amerykańskiej; ma dwoje dzieci: córkę Anetę i syna Konrada. Konrad jest pianistą i kompozytorem.

## Publikacje książkowe
- Mixed-Mode Fracture of Uniaxial Fiber Reinforced Composites, Defense Technical Information Center 1987 (współautorzy: A.S. Wang, E. S. Reddy, Y. Zhong)
- A Comprehensive Study on Damage Tolerance Properties of Notched Composite Laminates, Defense Technical Information Center 1988 (współautorzy: A.S. Wang, E. S. Reddy, U. Zhong)
- Frictionless Contact of Multilayered Composite Half Planes Containing Layers With Complex Eigenvalues, NASA Lewis Research Center 1997 (współautorzy: Wang Zhang, Marek-Jerzy Pindera)
- Analysis of an Interface Crack for a Functionally Graded Strip Sandwiched Between Two Homogeneous Layers of Finite Thickness, NASA Lewis Research Center 1999 (współautor: N. I. Shbeeb)
- Analysis of Multiple Cracks in an Infinite Functionally Graded Plate, NASA Lewis Research Center 1999 (współautorzy: N. I. Shbeeb, K.L. Kreider)
- Composite Materials and Analysis Techniques for Aerospace Application, ASCE, Aerospace Division 2002 (współautor: Marek-Jerzy Pindera)
- Advanced Materials and Structures in Civil and Aerospace Engineering, ASCE 2005
- Earth and Space 2006 – Engineering, Construction, and Operations in Challenging Environments, ASCE 2006 (red., współredaktorzy: R.B. Malla, A.K. Maji)
- Impact Mechanics of Composite Materials for Aerospace Application, ASCE 2008 (współautor: Pizhong Qiao)
- Earth and Space 2008 – Engineering, Science, Construction, and Operations in Challenging Environments, ASCE 2008 (red.)

## Nagrody i wyróżnienia
Jest laureatem następujących nagród i wyróżnień:
- NASA Lewis Research Center Fellowship (1989, 1990)
- The University of Akron Certificate for The Collaborative Performance Review Process Training for Supervisors (2001)
- College of Engineering Outstanding Researcher Award (przyznana przez jego rówieśników w College of Engineering, 2002)
- The University of Akron Fifteen Year Award (2003)
- NASA „Turning Goals Into Reality Award” (2004)
- Certificate of Achievement for Faculty Mentor/Learning Assistant Partnership (2004, 2005)
- Akron Public School Certificate – International Baccalaureate Task Force Certificate (2005)
- ASCE 2006 Certificate of Appreciation in recognition for outstanding service
- 2007 Educational Talent Search Certificate for the University of Akron’s „College for a Day” Program
- ASCE Fellow (2007)
- Polonia Technica Certificate of Appreciation (2007)
- „2008 Gold Award” – American Polish Engineering Association[15]
- NASA Glenn Patent Award for „Strain Rate Dependent Analysis of Polymer Matrix Composites STRANAL-PMS Version 2” – LEW-17910-1 (2009)
- NASA Glenn Technical Brief Award for „A Modeling Technique and Representation of Failure in the Analysis of Triaxial Braided Carbon Fiber Composites” – LEW-18435-1 (2009)
- The Louis A. Hill Jr. Award (2010)
- ASCE Aerospace Division „Outstanding Professional Service Award” (2010)[14]
- ASCE Aerospace Division „Outstanding Technical Contribution Award” (2011)[14]
- Nagroda Dziedzictwa Polskiego („Polish Heritage Award”), przyznana przez Kongres Polonii Amerykańskiej[75].
- W lutym 2013 tygodnik „Gazeta Polska” przyznał mu tytuł „Człowieka Roku 2013” (wspólnie z nim wyróżnienie otrzymali inni naukowcy badający przyczyny katastrofy smoleńskiej: Wacław Berczyński, Kazimierz Nowaczyk i Grzegorz Szuladziński)[76].

## Członkostwo w organizacjach
Wiesław Binienda jest członkiem następujących organizacji i stowarzyszeń:
- ASME (American Society of Mechanical Engineers)
- ASCE (American Society of Civil Engineers; Fellow)[23]
- AIAA (American Institute of Aeronautics and Astronautics)
- SAMPE (Society for the Advancement of Material and Process Engineering)
- Member of Lawrence Livermore National Laboratory Collaborator’s Program
- Computational Mechanics (The University of Akron)

W 2007 współuczestniczył wraz z żoną w tworzeniu oddziału Fundacji Kościuszkowskiej w stanie Ohio. W 2011 wchodził w skład komitetu naukowego obchodów jubileuszu 70-lecia Stowarzyszenia Inżynierów i Techników Polskich w Stanach Zjednoczonych (Polonia Technica).